# Засадкі (Рипінський повіт)
Засадкі (пол. Zasadki) — село в Польщі, у гміні Роґово Рипінського повіту Куявсько-Поморського воєводства.
У 1975-1998 роках село належало до Влоцлавського воєводства.